# Скандиано
Скандиано (итал. Scandiano) — город в Италии, в провинции Реджо-нель-Эмилия области Эмилия-Романья.
Население составляет 23 332 человека (на 2004 год), плотность населения составляет 466 чел./км². Занимает площадь 49 км². Почтовый индекс — 42019. Телефонный код — 0522.
Покровительницей коммуны почитается святая Екатерина Александрийская. Праздник ежегодно празднуется 25 ноября.

## Города-побратимы
- Бланско, Чехия
- Тюбиз, Бельгия
- Альманса, Испания